# Fu Hu
Fu Hu (chinesisch 福虎, Pinyin Fúhǔ, Jyutping Fuk1fu2 – „Glücklicher Tiger, Glückstiger“) ist ein Großer Panda (Ailuropoda melanoleuca), der am 23. August 2010 im Tiergarten Schönbrunn in Wien geboren wurde. Er ist nach seinem Bruder Fu Long der europaweit zweite Panda, der auf natürliche Weise in Gefangenschaft gezeugt werden konnte.
Er ist ein Junges der Schönbrunner Pandas Yang Yang und Long Hui und damit der jüngere Bruder des 2007 geborenen Fu Long. Am 13. Dezember wurde er in Anwesenheit seines Paten, des österreichischen Wirtschaftsministers Reinhold Mitterlehner, und des chinesischen Botschafters Shi Mingde offiziell auf diesen Namen getauft, nachdem er sich zuvor in einer Internet-Abstimmung gegen Wei Xing („Freude Wiens“) und Ao Kang („gesunder österreichischer Bub“) durchgesetzt hatte. An der Abstimmung nahmen mehr als 25.000 Personen teil.
Im November 2012 musste Fu Hu Schönbrunn verlassen und an die Pandaforschungsstation Bifengxia in China übergeben werden.